# Sansevieria kirkii
Sansevieria kirkii är en sparrisväxtart som beskrevs av John Gilbert Baker. Sansevieria kirkii ingår i släktet bajonettliljor, och familjen sparrisväxter.

## Underarter
Arten delas in i följande underarter:
- S. k. kirkii
- S. k. pulchra

## Bildgalleri

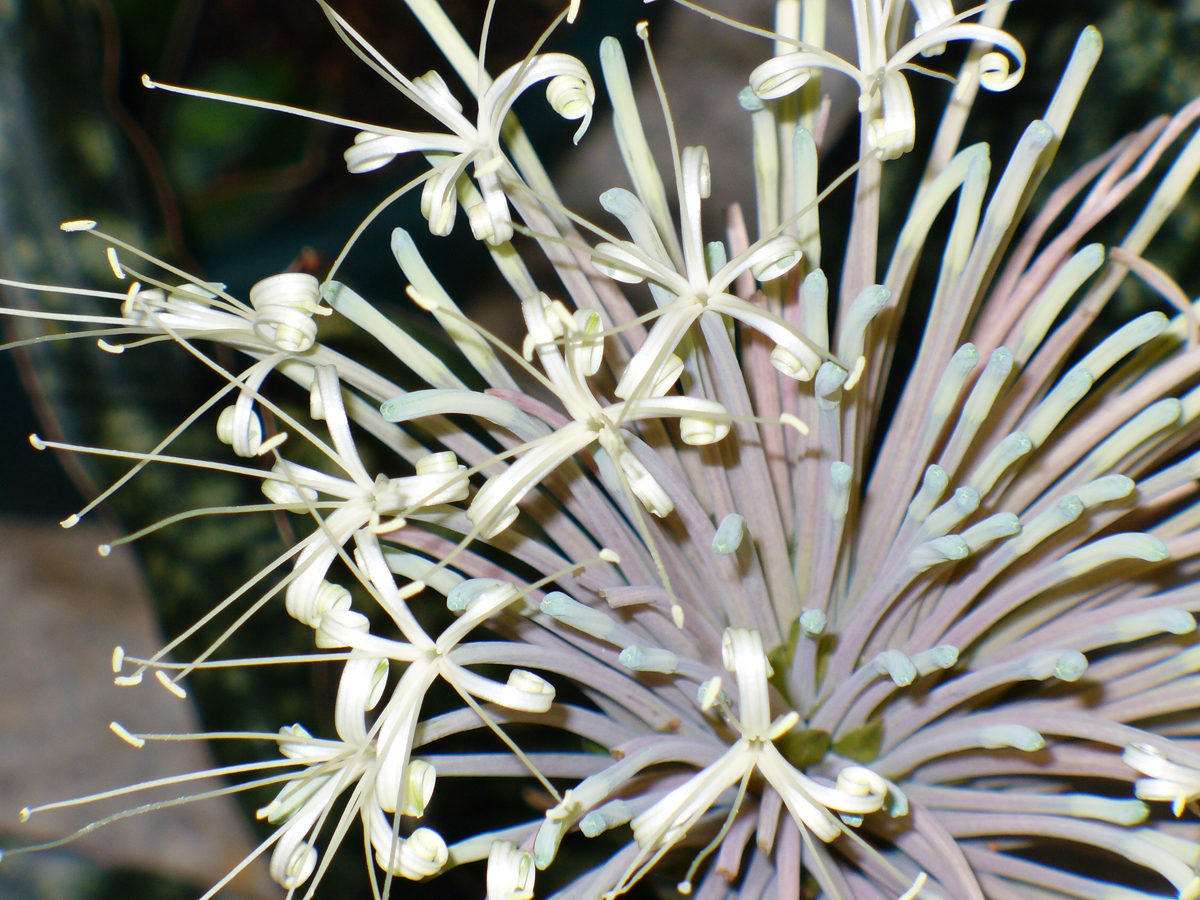
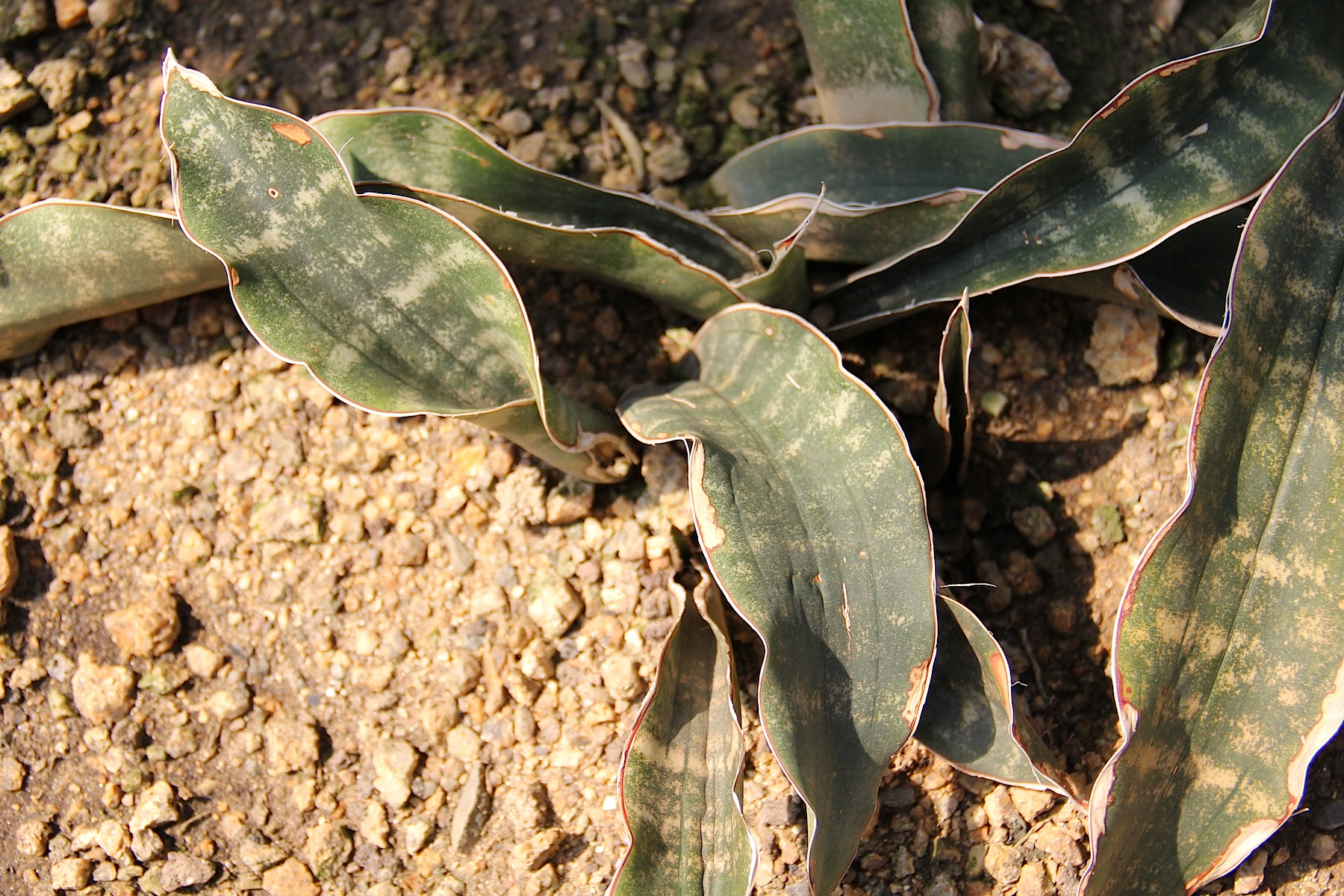
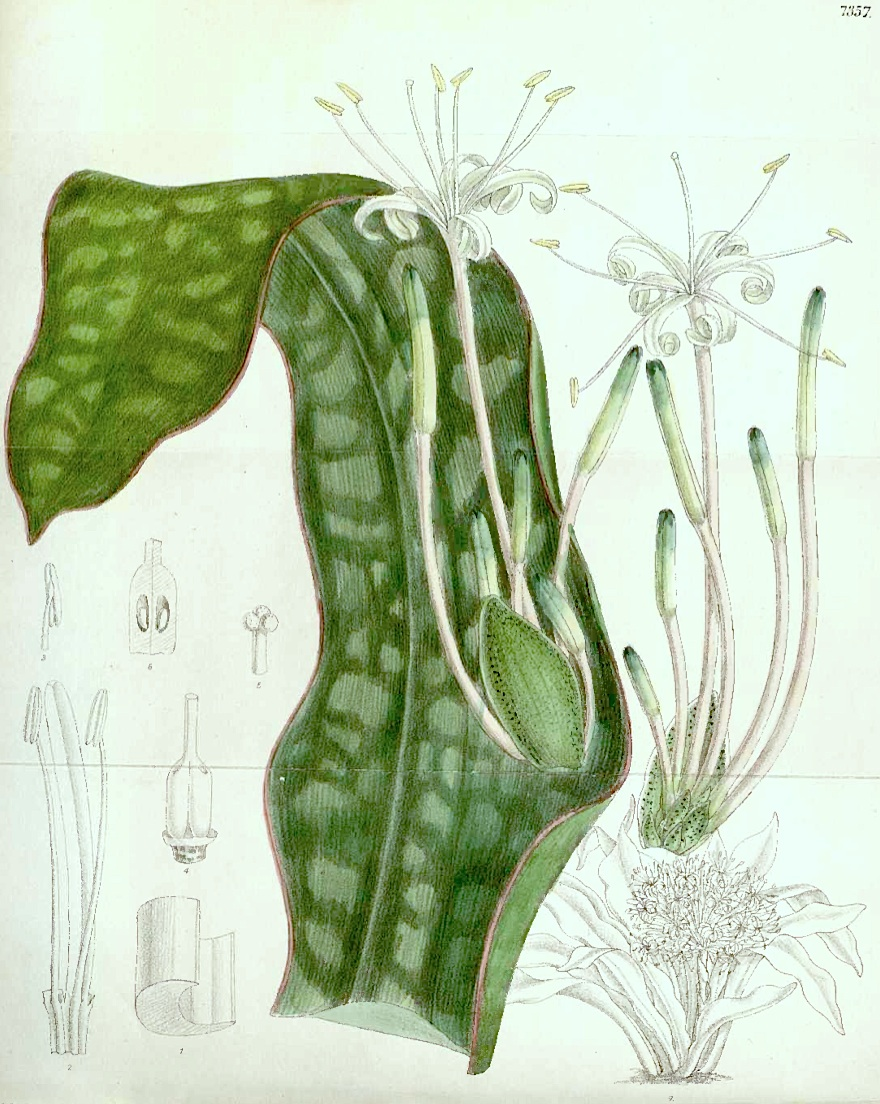
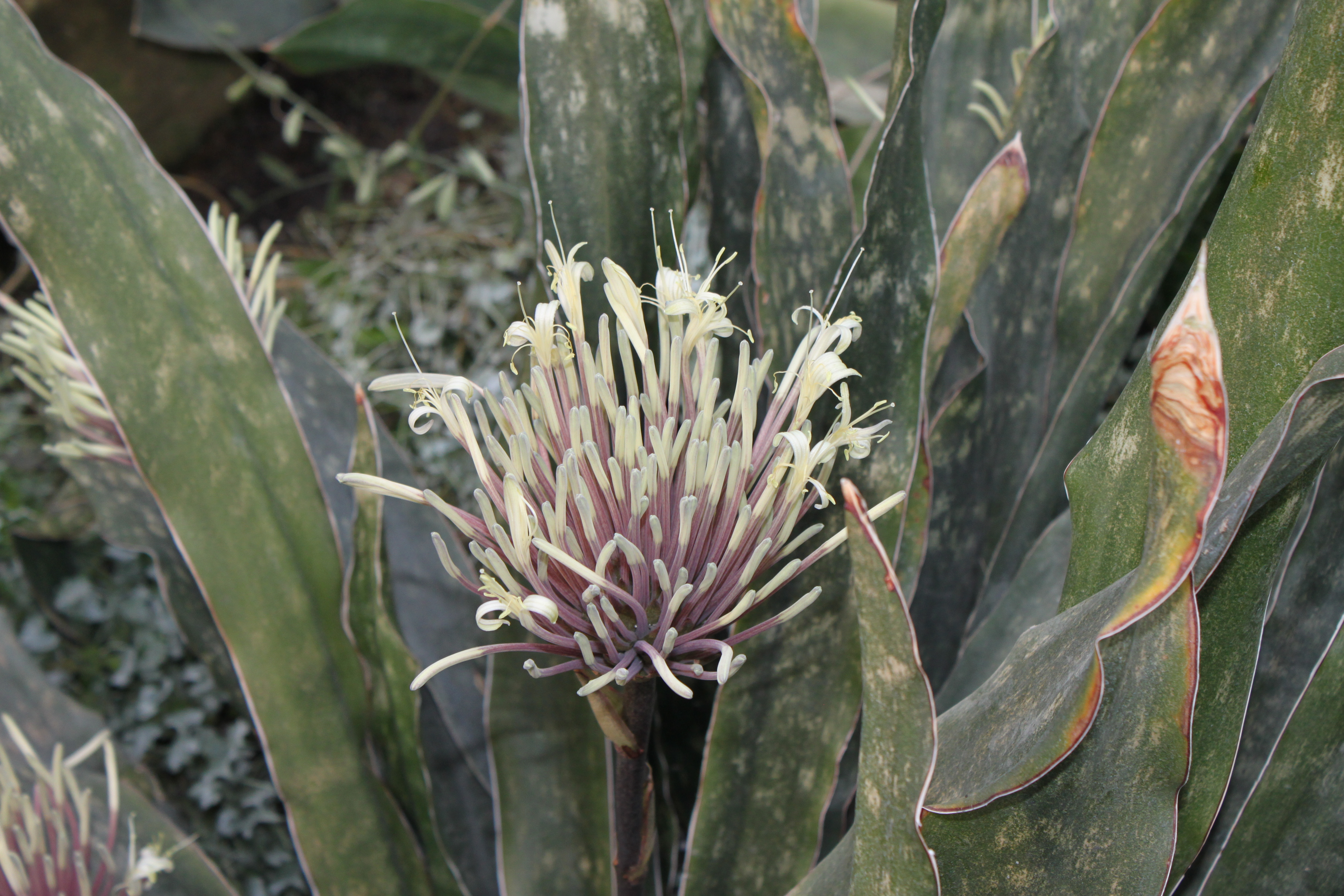
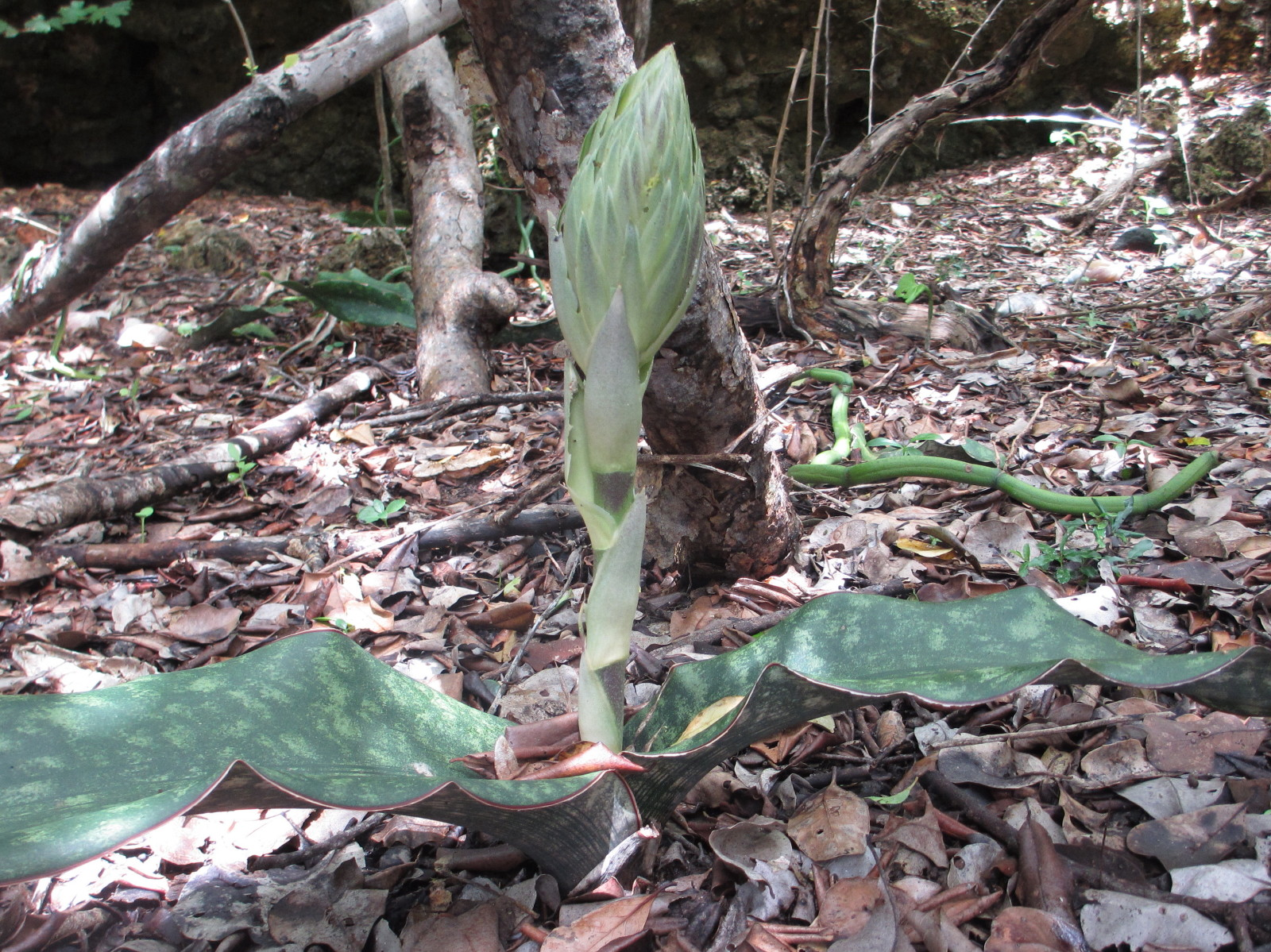